# Cato Institute
Il Cato Institute è un think tank statunitense di orientamento libertario, con sede nella città di Washington.
Fondato nel 1974 col nome di Charles Koch Foundation (dal nome del suo fondatore: l'imprenditore miliardario Charles Koch), dal luglio 1976 ha assunto la denominazione corrente. Secondo il Global Go To Think Tank Index Report dell'Università della Pennsylvania, il Cato Institute si classifica al 15º posto tra i think tanks al mondo, ed al decimo posto negli Stati Uniti.
Il Cato Institute sostiene una filosofia politica di chiaro stampo libertario, caldeggiando un ruolo limitato per il governo negli affari interni ed esteri, a tutto favore di una piena economia di mercato. Tale posizione politica si sostanzia nel supporto ad una serie di politiche-bandiera, tra cui: abolizione delle leggi sul salario minimo; opposizione all'assistenza sanitaria universale; privatizzazione di molte agenzie governative (tra cui il servizio postale e il sistema scolastico); politica estera non-interventista.

## Storia
L'istituto venne fondato a San Francisco, in California, nel 1977, da Murray Rothbard, Edward H. Crane e Charles de Ganahl Koch.
Il nome Cato deriva dalle Cato's Letters, ovvero dei saggi scritti in lingua inglese nel XVIII secolo da David Gordon e John Trenchard sotto lo pseudonimo di Cato, con riferimento a Catone Uticense, critico di Giulio Cesare e difensore e custode del mos maiorum, il sistema dei valori della tradizione repubblicana romana.
Nel 1981, dopo le dimissioni di Murray Rothbard a causa di dissidi con altri membri, la sede venne spostata a Washington, in Capitol Hill, successivamente, nel 1993, si stabilì nella sede attuale, in Massachusetts Avenue.
Nell'anno 2006 l'istituto ha avuto un budget di 19,4 milioni di dollari.

## Pubblicazioni
Il Cato Institute pubblica una serie di periodici, tra i quali ricordiamo:  Cato's Letter.,  Cato Journal.,  Regulation,  Cato Supreme Court Review. e  Cato Policy Report. URL consultato il 31 ottobre 2019 (archiviato dall'url originale il 5 dicembre 2012)..
I  libri. pubblicati sono: Social Security: The Inherent Contradiction, In Defense of Global Capitalism, Voucher Wars, You Can't Say That!: The Growing Threat to Civil Liberties from Antidiscrimination Laws, Peace and Freedom: A Foreign Policy for a Constitutional Republic, Restoring the Lost Constitution, and Reclaiming the Mainstream: Individualist Feminism Reconsidered.
Il Cato ha pubblicato il periodico Inquiry Magazine dal 1977 al 1982, e Literature of liberty dal 1978 al 1979.

## Principi
Tutti i lavori del Cato Institute ruotano attorno alla tradizione del liberalismo classico smithiano, fino ad arrivare agli economisti austriaci moderni.
Certamente bisogna ricordare l'influenza che hanno avuto tre Premi Nobel per l'economia sull'istituto: Milton Friedman fu il primo a proporre un sistema scolastico denominato school choice, sistema poi sponsorizzato e sostenuto dallo stesso Cato, oltre naturalmente alle teorie monetarie, più volte riprese dall'istituto. Il secondo Nobel più importante fu Friedrich von Hayek, con le sue teorie sull'ordine spontaneo e i meccanismi della creazione del prezzo. Infine troviamo il terzo Nobel, James M. Buchanan, che attraverso la sua Public choice theory ha dato al Cato vari spunti di critica nei confronti di molti governi.

## Posizioni politiche

### Sicurezza sociale
In tema di sicurezza sociale la posizione del Cato Institute, nel solco della tradizione austriaca e del liberalismo classico, è chiara: privatizzazione dello Stato sociale.
Già nel 1995 il Cato presentò il Project on Social Security Privatization, poi diventato nel 2002 Project on Social Security Choice, dove propone appunto la privatizzazione di tutti i settori ritenuti solitamente monopoli statali naturali, per creare un effettivo libero mercato.
Questo progetto prevedeva che ciascun individuo versi su un conto, ovviamente non tassato, una parte dei propri guadagni, in modo da poter far fronte a spese mediche gravi, o per procurarsi un'assicurazione privata.

### Politica estera e libertà civili
La politica estera non-interventista classica del Cato Institute, che ha portato l'istituto a criticare aspramente molte azioni del governo americano, tra le quali la Guerra del Golfo di George H. W. Bush, le operazioni in Kosovo di Bill Clinton e la Guerra in Iraq di George W. Bush, è venuta ad attenuarsi in occasione dell'invasione statunitense dell'Afghanistan dopo gli attentati dell'11 settembre 2001.
Anche nel tema delle libertà civili l'istituto si è rivelato molto critico nei confronti di molti presidenti e del Dipartimento di Giustizia, come quando nel 1993 il procuratore generale Janet Wood Reno, decise di attaccare il luogo dove era riunita una setta, causando molti morti, tra i quali c'erano bambini, il cosiddetto Waco siege o Waco massacre.
Il Cato si è recentemente opposto all'USA PATRIOT Act e alla politica aggressiva, illiberale e unilaterale del presidente Bush. Il Cato Institute ritiene in generale che lo stato non dovrebbe interferire con le libere scelte dei cittadini, per questo è favorevole a temi come la legalizzazione delle sostanze stupefacenti e le unioni fra omosessuali.

### Politica ambientale
In tema di riscaldamento globale la posizione del Cato Institute è una posizione sostanzialmente scettica.
L'istituto pubblica mensilmente delle informative sul tema, e nel dicembre del 2003 pubblicò una ricerca condotta da tre studiosi statunitensi molto importanti, ovvero Patrick Michaels, Robert Balling e John Christy, nella quale essi sostengono l'inesistenza del legame tra il riscaldamento globale e l'azione umana, sostenendo che il tutto dipenda da eventi naturali indipendenti dall'uomo. Nel 2013 il Cato Institute ha annunciato che anche Richard Lindzen, scienziato critico verso il riscaldamento globale, faceva parte del suo Centro per gli studi scientifici in qualità di Distinguished Senior Fellow. Nel 2019 il Cato Institute ha chiuso il suo Centro per gli studi scientifici, che si occupava delle politiche ambientali; al momento della chiusura, Lindzen non faceva più parte dell'organizzazione, ma non è noto quando l'abbia lasciata.

## Supporti finanziari
- Castle Rock Foundation
- Charles G. Koch Charitable Foundation
- Earhart Foundation
- JM Foundation
- John M. Olin Foundation
- Claude R. Lambe Charitable Foundation
- Lynde and Harry Bradley Foundation
- Scaife Foundations

## Premio Milton Friedman
Dal 2002 il Cato Institute ha creato il Milton Friedman Prize, ovvero un premio in denaro consegnato ogni due anni ad "un individuo che abbia dato un contributo significativo all'avanzamento verso la libertà". Il premio corrisponde a $500,000

### I vincitori
- Peter Thomas Bauer (2002)
- Hernando de Soto (2004)
- Mart Laar (2006)
- Yon Goicoechea (2008)
- Akbar Ganji (2010)
- Mao Yushi (2012)
- Leszek Balcerowicz (2014)
- Flemming Rose (2016)
- Las Damas de Blanco (2018)
- The Innocence Project (2021)

## Associati importanti

### Linea politica
- David Boaz, Vice presidente esecutivo
- Edward H. Crane, Presidente
- Jagadeesh Gokhale, Socio storico
- Daniel T. Griswold, Direttore del centro per gli studi delle politiche di mercato
- Andrey Illarionov
- Brink Lindsey, Vice presidente per la ricerca
- William A. Niskanen, Direttore
- Tom G. Palmer, Socio storico e direttore della Cato University
- Roger Pilon, Vice presidente per gli affari legali
- José Piñera, Co-direttore e presidente per le scelte in tema di sicurezza sociale
- Alan Reynolds, Socio storico
- John Samples, Direttore del centro per il rappresentante del governo
- Jerry Taylor, Socio storico
- Ian Vásquez, Direttore del centro per la libertà e la prosperità mondiale
- Will Wilkinson, Analista politico
- Sigrid Fry-Revere, Direttore degli studi bioetici

### Soci aggiunti
- Donald J. Boudreaux
- Robert L. Bradley, Jr
- Tyler Cowen
- Michael Cox (Academic)
- Richard Epstein
- Michael Gough
- Tibor Machan
- Alberto Mingardi
- Randal O'Toole
- Vernon L. Smith
- Thomas Szasz
- Robert Corn-Revere
- Arnold Kling

### Soci
- Randy E. Barnett
- James Bovard
- James M. Buchanan
- Steve H. Hanke
- Friedrich von Hayek
- Andrei Illarionov
- Penn Jillette
- David Kopel
- Johan Norberg
- P. J. O'Rourke
- Jim Powell
- Teller (magician)|Teller

### Direzione
A gennaio 2007:
- K. Tucker Andersen, Consulente storico
- Frank Bond, Direttore, Foundation Group
- Edward H. Crane, Presidente del Cato Institute
- Richard Dennis, Presidente, Dennis Trading Group
- Ethelmae C. Humphreys, Direttore Tamko Roofing Products Inc.
- David Koch, Vice presidente esecutivo, Koch Industries
- John C. Malone, Direttore, Liberty Media Corporation
- William A. Niskanen, Direttore del Cato Institute
- David H. Padden. URL consultato il 15 febbraio 2018 (archiviato dall'url originale il 25 dicembre 2007), Presidente, Padden and Company
- Lewis E. Randall, membro della direzione
- Howard Rich, Presidente, U.S. Term Limits
- Frederick W. Smith, Presidente, FedEx Corporation
- Donald G. Smith, Presidente, Donald Smith & Co.
- Jeff Yass|Jeffrey S. Yass, Direttore, Susquehanna International Group
- Fred Young